# 利蘭 (愛荷華州)
利蘭（英語：Leland）是一個位於美國愛荷華州溫納貝戈縣的城市。

## 地理
利蘭的座標為43°20′01″N 93°38′15″W / 43.33361°N 93.63750°W，而該地的平均海拔高度為372米（即1220英尺）。

## 人口
根據2010年美國人口普查的數據，利蘭的面積為3.52平方千米，當中陸地面積為3.44平方千米，而水域面積為0.08平方千米。當地共有人口289人，而人口密度為每平方千米82人。